# Сала Баганца
Сала Баганца је насеље у Италији у округу Парма, региону Емилија-Ромања.
Према процени из 2011. у насељу је живело 4517 становника. Насеље се налази на надморској висини од 169 м.

## Становништво
Према резултатима пописа становништва 2011. у општини је живело 5.392 становника.
| 1951. | 1961. | 1971. | 1981. | 1991. | 2001. | 2011. |
| ----- | ----- | ----- | ----- | ----- | ----- | ----- |
| 4.061 | 3.461 | 3.173 | 3.921 | 4.198 | 4.616 | 5.392 |